# Дудаев, Шараудин Успахаджиевич
Шарауди́н (Дик) Успахаджи́евич Дуда́ев (25 декабря 1939 — 21 ноября 1989) — советский футболист, игравший на позиции защитника, футбольный тренер, мастер спорта СССР. Кандидат в сборную команду СССР[уточнить].

## Карьера
Участник Всесоюзной Спартакиады школьников 1957 года в Риге. В 1958—1962 годах выступал за различные клубы Средней Азии, в 1962—1968 годах играл за «Терек» (Грозный).
Окончил школу тренеров в Малаховке (Московская область). В 1970—1989 годах с перерывами работал в тренерском штабе клуба «Терек», в том числе в 1976—1978 годах был главным тренером.